# Sergei Stefanowitsch Suchinow
Sergei Stefanowitsch Suchinow (russisch Сергей Стефанович Сухинов; * 14. Januar 1950 in Moskau; † 10. Januar 2024 ebenda) war ein russischer Kinderbuchautor.

## Leben
Nach dem Studium am MAI arbeitete Suchinow 15 Jahre in einem luftfahrttechnischen Konstruktionsbüro. Suchinow war Doktor der technischen Wissenschaften.
Seit 1989 war er hauptberuflich Schriftsteller. Suchinow hat 35 Bücher geschrieben, die meisten davon sind Kinderbücher. Die Gesamtauflage überschreitet die Millionengrenze. Er war Preisträger des Internationalen Wettbewerbes der Fantasy-Schriftsteller von 1981. Besonderer Beliebtheit erfreuen sich seine Bücher aus der Smaragdenstadt-Reihe.
Neben seiner schriftstellerischen Arbeit widmete er sich auch der Übersetzung von Büchern aus dem Englischen. So erschien u. a. eine sechsbändige Ausgabe des amerikanischen Fantasten Edmond Hamilton in Übersetzung Suchinows.

## Bibliografie
- Goodwin der Schreckliche. Übers. Aljonna und Klaus Möckel, LeiV Leipziger Kinderbuchverlag GmbH, Leipzig 2002, ISBN 3-89603-095-7

- Weitere Abenteuer aus der Smaragdenstadt 
Diese Bände sind in Deutschland bisher nicht erschienen.

1. Дочь Гингемы – Gingemas Tochter (1997)
2. Фея Изумрудного города – Die Fee der Smaragdenstadt (1997)
3. Секрет волшебницы Виллины – Das Geheimnis der Zauberin Willina (1997)
4. Меч чародея – Das Schwert des Zauberers (1998)
5. Вечно молодая Стелла – Die ewig junge Stella (1998)
6. Алхимик Парцелиус – Parzelius, der Alchemist (1999)
7. Битва в Подземной стране – Die Schlacht im Unterirdischen Land (2000)
8. Король Людушка – König Ljuduschka (2002)
9. Чародей из Атлантиды – Der Hexenmeister von Atlantis (2002)
10. Рыцари Света и Тьмы – Die Ritter des Lichts und des Schattens (2004)

- Märchen aus dem Zauberland 
Diese Bände sind in Deutschland ebenfalls nicht erschienen.

1. Корина – ленивая чародейка – Korina – die faule Zauberin (2000)
2. Корина и Людоед – Korina und Ljuduschka (2000)
3. Ученик волшебницы Виллины – Der Schüler der Zauberin Willina (2000)
4. Маленький дракон – Der kleine Drachen (2000)
5. Хрустальный остров – Die Kristallinsel (2000)
6. Корина и волшебный единорог – Korina und das verzauberte Einhorn (2000)
7. Трое в заколдованном лесу – Drei im verzauberten Wald (2000)
8. Черный Туман – Der schwarze Nebel (2000)
9. Повелитель Летучих обезьян – Der Herr der fliegenden Affen (2000)

## Dokumentationen
- Thomas Gaevert „Wege nach Oz“, Hörfunkdokumentation über Lyman Frank Baum, Alexander Wolkow und Leonid Wladimirsky, (enthält auch ein ausführliches Interview mit Sergei Suchinow über seine literarischen Vorbilder Lyman Frank Baum, Alexander Wolkow sowie seine eigenen Arbeiten als Schriftsteller) Produktion: Südwestrundfunk 2009, Erstsendung: 21. Juni 2009, SWR 2